# 후쿠이 다이치
후쿠이 다이치(일본어: 福井 太智, 2004년 7월 15일~)는 일본의 축구 선수이다.

## 구단 경력
2021년 J1리그의 사간 도스에 입단하였다. 2023년 FC 바이에른 뮌헨로 이적했다. 2024년 포르티모넨스 SC로 이적했다.

## 국가대표팀 경력
그는 2023년 FIFA U-20 월드컵에 참가할 일본 U-20 국가대표팀에 발탁되었으며, 3경기에 출전했다.